# Iturmendi
Iturmendi település Spanyolországban, Navarra autonóm közösségben. Iturmendi Bakaiku, Urdiain és Ataun községekkel határos. Lakosainak száma 432 fő (2024).

## Népesség
A település népessége az elmúlt években az alábbi módon változott:
| Lakosok száma | 382  | 381  | 380  | 401  | 390  | 392  | 398  | 403  | 420  | 432  |
|               | 2001 | 2004 | 2007 | 2009 | 2012 | 2014 | 2017 | 2019 | 2022 | 2024 |